# 대전느리울중학교
대전느리울중학교(大田느리울中學校)는 대한민국 대전광역시 서구 관저동에 있는 공립 중학교이다.

## 학교 연혁
- 2004년 1월 5일 : 대전느리울중학교 설립인가(30학급)
- 2004년 3월 1일 : 초대 황기성 교장 취임
- 2004년 3월 4일 :  제1회 입학식(167명 입학)
- 2023년 9월 1일 : 제9대 교장 황선찬 취임
- 2024년 1월 19일 : 제18회 졸업식(214명) (총 졸업생 4,311명)
- 2024년 3월 4일 : 제21회 입학식(280명 입학)

## 참고 자료
- 대전느리울중학교 - 한국교육학술정보원 학교알리미